# Kotlik
Kotlik is een plaats (city) in de Amerikaanse staat Alaska, en valt bestuurlijk gezien onder Wade Hampton Census Area.

## Demografie
Bij de volkstelling in 2000 werd het aantal inwoners vastgesteld op 591.
In 2006 is het aantal inwoners door het United States Census Bureau geschat op 638, een stijging van 47 (8.0%).

## Geografie
Volgens het United States Census Bureau beslaat de plaats een oppervlakte van
12,1 km², waarvan 9,9 km² land en 2,2 km² water.

## Plaatsen in de nabije omgeving
De onderstaande figuur toont nabijgelegen plaatsen in een straal van 96 km rond Kotlik.